# ميخائيل برادفورد
ميخائيل برادفورد (بالإنجليزية: Michael Bradford)‏ هو موسيقي أمريكي، ولد في 1961.

## وصلات خارجية
- ميخائيل برادفورد على موقع ميوزك برينز (الإنجليزية)
- ميخائيل برادفورد على موقع ديسكوغز (الإنجليزية)